# The Master Plan
The Master Plan (Na mo Naki Sekai no End Roll, noto anche come The End of the Tiny World) è un film giapponese del 2021. Basato sull'omonimo romanzo di Kaoru Yukinari del 2013 (pubblicato da Shūeisha), il film è diretto da Yuichi Sato, scritto da Mitsutoshi Saijo, e interpretato da Takanori Iwata e Mackenyu. Racconta la storia di Kida e Makoto, che crescono insieme e condividono un potente legame. Come ex emarginati, trascorrono un decennio combattendo con le unghie e con i denti per raggiungere rispettivamente l'apice della malavita e della società legittima, in modo che Makoto possa proporsi a una certa donna ricca e potente. Tuttavia, la proposta alla vigilia di Natale si rivela essere uno schema epico che coinvolge tutto il Giappone.
Il film è distribuito da Avex Pictures ed è uscito in Giappone il 29 gennaio 2021.

## Trama
Kida e Makoto sono amici d'infanzia entrambi cresciuti senza genitori. I due diventano amici dello studente di trasferimento Yocchi, che condivide la stessa esperienza. Conducono una vita felice crescendo insieme, tuttavia, quando compiono 20 anni, "un incidente" distrugge completamente le loro vite e Yocchi scompare improvvisamente dalle vite di Kida e Makoto.
In seguito, appare Lisa, figlia di un politico e di una top model nel settore dello spettacolo. Makoto prova un insolito interesse per Lisa e la invita a cena, ma lei non lo nota. Kida gli consiglia di rinunciare a lei perché vive in un mondo diverso, ma Makoto lascia il suo lavoro e scompare senza lasciare traccia.
Due anni dopo, Kida è entrato nel mondo criminale per trovare Makoto, e finalmente lo incontra di nuovo con l'aiuto del suo capo. Makoto muore dalla voglia di guadagnare soldi per diventare un uomo degno di Lisa. Quando Kida viene a sapere dell'ossessione di Makoto e del motivo dietro di essa, giura di rischiare la vita per aiutare il suo migliore amico. Da allora, Kida ha lavorato come un "negoziatore oscuro" che usa qualsiasi mezzo per i suoi scopi, e Makoto diventa il presidente di una società commerciale, i due salgono rispettivamente al vertice della malavita e della società legittima. Finalmente arriva la notte fatale della vigilia di Natale. Makoto progetta di fare la proposta a Lisa con l'aiuto di Kida. Ma in realtà, è un grande piano che questi due hanno trascorso 10 anni a covare per vendicarsi della società contorta che ha cambiato il loro destino.

## Personaggi
- Kida interpretato da Takanori Iwata
- Makoto interpretato da Mackenyu
- Yocchi interpretato da Anna Yamada
- Lisa interpretata da Anne Nakamura
- Ando interpretato da Kenjirō Ishimaru
- Miyazawa interpretato da Kohei Otomo
- Kawabata interpretato da Akira Emoto

## Distribuzione
Il film è uscito in Giappone il 29 gennaio 2021.

## Produzione
Il film è stato annunciato il 16 giugno 2020 come adattamento cinematografico del pluripremiato romanzo con lo stesso titolo. Era la prima volta che Takanori Iwata e Mackenyu recitavano nello stesso film. Il 25 agosto, Anna Yamada fu annunciata nel cast, interpretando Kida e l'amica d'infanzia di Makoto, Yocchi.  Il 7 settembre 2021, Anne Nakamura è stata annunciata per essersi unita al cast come Lisa, la figlia viziata di un politico. Il primo trailer del film è uscito il 17 settembre 2020 con un nuovo poster. Il 22 ottobre, con l'uscita di altre stills e del poster ufficiale, è stato annunciato che la sigla del film sarebbe stata "Loose" di Keina Suda, che ha scritto la canzone basandosi sulla sua impressione del film dopo averlo visto. La canzone è stata pubblicata per la prima volta il 17 novembre in un nuovo trailer del film. Il 18 dicembre fu annunciato un dramma spin-off, Re:Na mo Naki Sekai no End Roll~Half a Year Later~, con la sua prima ondata di stills pronta per il pubblico. Un video delle scene iniziali di una fatale vigilia di Natale nel film è uscito il 24 dicembre 2020 per celebrare la vigilia di Natale.  Un evento di saluto per celebrare il completamento del film si è tenuto il 7 gennaio 2021 a Tokyo, con la partecipazione del regista Yuichi Sato e Takanori Iwata, Mackenyu, Anna Yamada e Anne Nakamura. Un altro taglio di 3 minuti del film che mostra Takanori Iwata con una pistola in mano è uscito il 14 gennaio 2021. Un evento speciale che prega per le vendite del film si è tenuto al Santuario di Kanda il 20 gennaio 2021. Il regista Yuichi Sato ha partecipato all'evento con il cast principale. Un evento di proiezione si tenne lo stesso giorno, prima che un film speciale sulla realizzazione del film fosse pubblicato il giorno successivo, mostrando Takanori Iwata e Mackenyu in uniformi scolastiche. Il 29 gennaio, il regista Yuichi Sato e Takanori Iwata, Mackenyu, Anna Yamada e Anne Nakamura hanno partecipato all'evento di saluto che ha celebrato l'uscita del film a Tokyo, con l'evento trasmesso in diretta streaming su 314 cinema in tutto il Giappone.

## Spin-off

### Re:Na mo Naki Sekai no End Roll~Sei mesi dopo~
Re:Na mo Naki Sekai no End Roll~Half a Year Later~ è uno spin-off drammatico sulla vita di Kida sei mesi dopo la fine del film. Basato su una sceneggiatura di Hikari Souma e diretto da Yuichi Sato, il dramma è uscito sul servizio di streaming online dTV lo stesso giorno del film uscito nelle sale.